# Chamaetylas choloensis
El alete de Cholo (Chamaetylas choloensis) es una especie de ave paseriforme de la familia Muscicapidae endémica del sudeste de África. 

## Descripción
Es un pájaro con el plumaje de las partes superiores de color castao rojizo y el de las partes inferires blanco, siendo los laterales de su cuello y rostro de color gris. La punta de las plumas de su cola es blanca. Sus patas son rosado anaranjadas mientras que su pico es negruzco.

## Distribución y hábitat
Se encuentra únicamente en las montañas que circundan el lago Chilwa y el sur del lago Malaui, distribuido por Malaui y Mozambique. Su hábitat natural son los bosques húmedos tropicales de montaña.